# Ufficio delle pubblicazioni dell'Unione europea
L'Ufficio delle pubblicazioni dell'Unione europea è un organismo interistituzionale dell'Unione europea. Da un punto di vista amministrativo, l'Ufficio è un servizio della Commissione europea.
Questo ufficio svolge le mansioni di casa editrice per istituzione e gli altri organismi dell'Unione europea. L'ufficio è inoltre responsabile per la produzione e la distribuzione delle pubblicazioni dell'UE su tutti i mezzi di comunicazione.
L'ufficio ha adottato un approccio che consente il massimo accesso all'informazione. Viene infatti garantito l'accesso completo e gratuito alla legislazione europea, attraverso il sito internet Eur-Lex eur-lex.europa.eu. 
Sul sito EU Bookshop bookshop.europa.eu è, inoltre, possibile trovare un gran numero di pubblicazioni gratuite e una ricca collezione di pubblicazioni che possono essere scaricate gratuitamente.